# Romain Inez
Romain Inez, né le 30 avril 1988 à Caen, est un footballeur français évoluant au poste de défenseur. Formé au Stade Malherbe de Caen, passé notamment au FC Metz, il est deux fois champion de France de Ligue 2 avec ces deux clubs. 

## Biographie
Il signe en 2008 un premier contrat de trois ans avec son club formateur, avant d'être prêté au voisin cherbourgeois pour acquérir du temps de jeu. Le 14 août 2009, il joue son premier match avec l'équipe première du Stade Malherbe de Caen contre le Sporting Club de Bastia (victoire 2-1), mais ne dispute finalement que cinq matchs malgré les absences récurrentes de Grégory Tafforeau, titulaire du poste d'arrière gauche.
Le 15 août 2010, il dispute son premier match en Ligue 1 face à l'Olympique lyonnais, en remplacement de Pablo Barzola. Il refuse une prolongation de contrat en 2011 à Caen afin de signer à Châteauroux. 
En août 2012, il signe avec le FC Metz, tout juste relégué en National. En fin de saison, le club à la Croix de Lorraine retrouve la Ligue 2 en terminant deuxième et sera sacré champion de France de Ligue 2 l'année suivante alors promu. Le club lorrain retrouve donc l'élite et malgré 51 matchs toutes compétitions confondues sur l'ensemble des deux saisons, Metz ne prolonge pas son contrat et il se retrouve sans club. Il signe alors pour deux ans au Botev Plovdiv, en Bulgarie. À la suite d'une blessure, il ne parcticipera à aucune rencontre sur toute l'année 2015. Il résilie son contrat avec son club six mois avant la fin de son terme pour s'engager libre avec le FC Petrolul Ploiești qui évolue en deuxième division roumaine en janvier 2016 mais n'y restera que quatre mois à cause de problèmes de salaires non payés et gardera une mauvaise expérience de ces deux années passés dans les deux pays d'Europe de l'Est où il a évolué.
En août 2016, il pose ses bagages en Belgique au RFC Seraing, club appartenant au groupe FC Metz, tout juste relégué en troisième division belge.

## Carrière
- 2006-2008 :  SM Caen B[6]
- 2008-2009 :  AS Cherbourg (National, 19 matchs, 1 but[7])
- 2009-2010 :  SM Caen (L2, 5 matchs)
- 2010-2011 :  SM Caen (L1, 22 matchs[8])
- 2011-2012 :  LB Châteauroux  (L2 , 17 matchs)
- 2012-2013 :  FC Metz (National, 33 matchs)
- 2013-2014 :  FC Metz (L2, 18 matchs)
- 2014-2015 :  Botev Plovdiv (A PFG (D1), 13 matchs)
- jan. 2016-avr. 2016 :  FC Petrolul Ploiești (Liga II, 4 matchs)
- 2016-déc. 2016 :  RFC Seraing (D1 Amateur, 14 matchs)
- 2018-2019 :  USON Mondeville
- 2020-2021 :  Inter Odon Football Communautaire (vétérans)

## Palmarès
- SM Caen
  - Champion de France de Ligue 2 : 2010

- FC Metz
  - Vice-champion de France de National : 2013
  - Champion de France de Ligue 2 : 2014